# Cut from Stone
Cut from Stone är det fjärde fullängds studioalbumet av det norska black metal-bandet Susperia. Albumet utgavs 2007 av skivbolaget Tabu Recordings.

## Låtförteckning
1. "More" – 3:33
2. "Lackluster Day" – 3:22
3. "The Clone" – 4:14
4. "Distant Memory" – 6:55
5. "Release" – 4:44
6. "Life Deprived" – 4:23
7. "Between the Lines" – 3:35
8. "Bound to Come" – 3:45
9. "Under" – 4:09
10. "Brother" – 3:16
11. "Cut From Stone" – 5:11

## Medverkande
Musiker (Skitliv-medlemmar)
- Athera (Pål Mathiesen) – sång
- Cyrus (Terje Andersen) – sologitarr, rytmgitarr
- Elvorn (Christian Hagen) – rytmgitarr
- Memnock (Håkon Didriksen) – basgitarr
- Tjodalv (Ian Kenneth Åkesson) – trummor

Produktion
- Susperia – producent
- Marius Strand – ljudtekniker
- Daniel Bergstrand – ljudmix
- Peter In de Betou – mastering